# Diplazon hyperboreus
Diplazon hyperboreus là một loài tò vò trong họ Ichneumonidae.